# ریچارد بی. رایت
ریچارد بی. رایت (به انگلیسی: Richard B. Wright) (زادهٔ ۴ مارس ۱۹۳۷ و درگذشتهٔ ۷ فوریه ۲۰۱۷) رمان‌نویس اهل کانادا بود. عمدهٔ شهرت این نویسنده، به خاطر رمان تأثیرگزارش به نام کلارا کالان بوده‌است؛ کتابی که جوایز گیلر و گاورنر جنرال را برای او به ارمغان آورد.
ریچارد در اونتاریو زندگی می‌کرد؛ جایی که به حرفهٔ نویسندگی تمام وقت مشغول بود و وقت آزاد خود را با پیاده‌روی، کتاب خواندن و گوش دادن به موسیقی پر می‌کرد. او بر اثر جراحات ناشی از سقوط از ارتفاع درگذشت.